# Großsteingrab Retzow (Rechlin)
Das Großsteingrab Retzow ist eine megalithische Grabanlage der jungsteinzeitlichen Trichterbecherkultur bei Retzow, einem Ortsteil von Rechlin im Landkreis Mecklenburgische Seenplatte (Mecklenburg-Vorpommern). Es trägt die Sprockhoff-Nummer 449.

## Lage
Das Grab befindet sich etwa 200 m südöstlich der Gedenkstätte des ehemaligen KZ-Außenlagers Retzow und 100 m nördlich der Bundesstraße 192. Es steht umzäunt in einer Baumgruppe und ist über einen Weg erreichbar.

## Beschreibung
Die Anlage besitzt eine stark zerstörte, wohl nordost-südwestlich orientierte Grabkammer, deren Typ sich nicht mehr bestimmen lässt. Erhalten sind noch vier Steine, wohl zwei Wand- und zwei Decksteine. Ein Wandstein scheint noch in situ zu stehen. Ernst Sprockhoff nahm mit einiger Vorsicht an, dass die Kammer ursprünglich aus zwei Jochen bestand.